# Slawa Kerber
Wjatscheslaw „Slawa“ Kerber (* 28. September 1986) ist ein deutscher Boxtrainer und ehemaliger Boxer. Er ist Trainer am Bundesstützpunkt Boxen des Olympiastützpunkts Rhein-Neckar in Heidelberg (Stand: 2022).

## Werdegang
Kerber trainierte in den Clubs SV Fortuna Magdeburg und Blau-Weiß Lohne, boxte für BR Hanau, Velberter BC und Nordhäuser SV in der 1. Bundesliga, sowie 2012/13 und 2013/14 für die German Eagles bzw. Team Germany in der World Series of Boxing.
Er wurde im Laufe seiner Karriere sechsfacher Deutscher Vizemeister; 2006, 2008 und 2009 im Halbweltergewicht, sowie 2013, 2014 und 2015 im Weltergewicht. Bei der EU-Meisterschaft 2007 in Dublin und 2008 in Władysławowo schied er jeweils im Viertelfinale gegen Ionuț Gheorghe bzw. Frankie Gavin aus. Auch bei der Europameisterschaft 2008 in Liverpool unterlag er im Viertelfinale gegen den späteren Europameister Eduard Hambardsumjan. Bei den Militärweltspielen 2015 in Mungyeong unterlag er im Viertelfinale gegen Huricha Bilige.

## Sonstiges
Kerber machte an der Max-Weber-Schule ins Sinsheim sein Fachabitur mit Schwerpunkt Sport- und Vereinsmanagement.